# Брехт (Айфель)
Брехт (нем. Brecht) — община в Германии, в земле Рейнланд-Пфальц.
Входит в состав района Айфель-Битбург-Прюм. Подчиняется управлению Битбург-Ланд. Население составляет 252 человека (на 31 декабря 2010 года). Занимает площадь 4,50 км².